# Nissan Almera
O Almera é um hatch compacto da Nissan produzido de 1995 até hoje. A designação do Almera é utilizada nos mercados europeus, enquanto que em outros mercados chama-se Nissan Tiida.
Em alguns mercados são comercializadas versões com transmissão continuamente variável (Câmbio CVT).

## Galeria
- 1ª geração (1995-00)
- 2ª geração (2000-07)
- 3ª geração (2011-17)
- 4ª  geração (2019-presente)